# Rajon Fălești
Der Rajon Fălești ist ein Rajon in der Republik Moldau. Die Rajonshauptstadt ist Fălești.

## Geographie
Der Rajon liegt im Westen des Landes an der Grenze zu Rumänien entlang des Flusses Pruth. Fălești grenzt an die Rajons Glodeni, Rîșcani, Sîngerei und Ungheni sowie an das Munizipium Bălți.

## Geschichte
Der Rajon Fălești besteht seit 2003. Bis Februar 2003 gehörte das Gebiet zum inzwischen aufgelösten Kreis Bălți (Județul Bălți).

## Bevölkerung

### Bevölkerungsentwicklung
1959 lebten im Gebiet des heutigen Rajons 81.270 Einwohner. In den folgenden zwanzig Jahren stieg die Bevölkerungszahl und betrug 95.143 im Jahr 1970 und 95.865 im Jahr 1979. Während die Zahl der Einwohner bis zur Volkszählung 1989 landesweit anstieg, sank sie im Rajon Fălești auf 94.014. Dem landesweiten Trend folgend, fiel die Einwohnerzahl des Rajons bis 2004 auf 90.320. 2014 lag sie bei 78.258.

### Volksgruppen
Laut der Volkszählung 2004 stellen die Moldauer mit 84,0 % die anteilsmäßig größte Volksgruppe im Rajon Fălești, gefolgt von den Ukrainern mit 11,9 %. Kleinere Minderheiten bilden die Russen mit 3,4 % und die Rumänen mit 0,3 %.